# Hemigaster carinifrons
Hemigaster carinifrons là một loài tò vò trong họ Ichneumonidae.